# 彼得·多德
彼得·多德（Peter Dowd，1957年6月20日—）是一位英格蘭政治人物，他的黨籍是工黨。自2015年開始，他擔任布特爾選區選出的英國下議院議員。他加入工黨超過30年。